# Bruchomorpha extensa
Bruchomorpha extensa är en insektsart som beskrevs av Ball 1935. Bruchomorpha extensa ingår i släktet Bruchomorpha och familjen Caliscelidae. Inga underarter finns listade i Catalogue of Life.